# 西星卡车
西星卡车销售公司（Western Star Trucks Sales, Inc. ），简称西星卡车，是一家美国卡车制造商，总部位于俄勒冈州波特兰，北美戴姆勒卡车的子公司。

## 历史

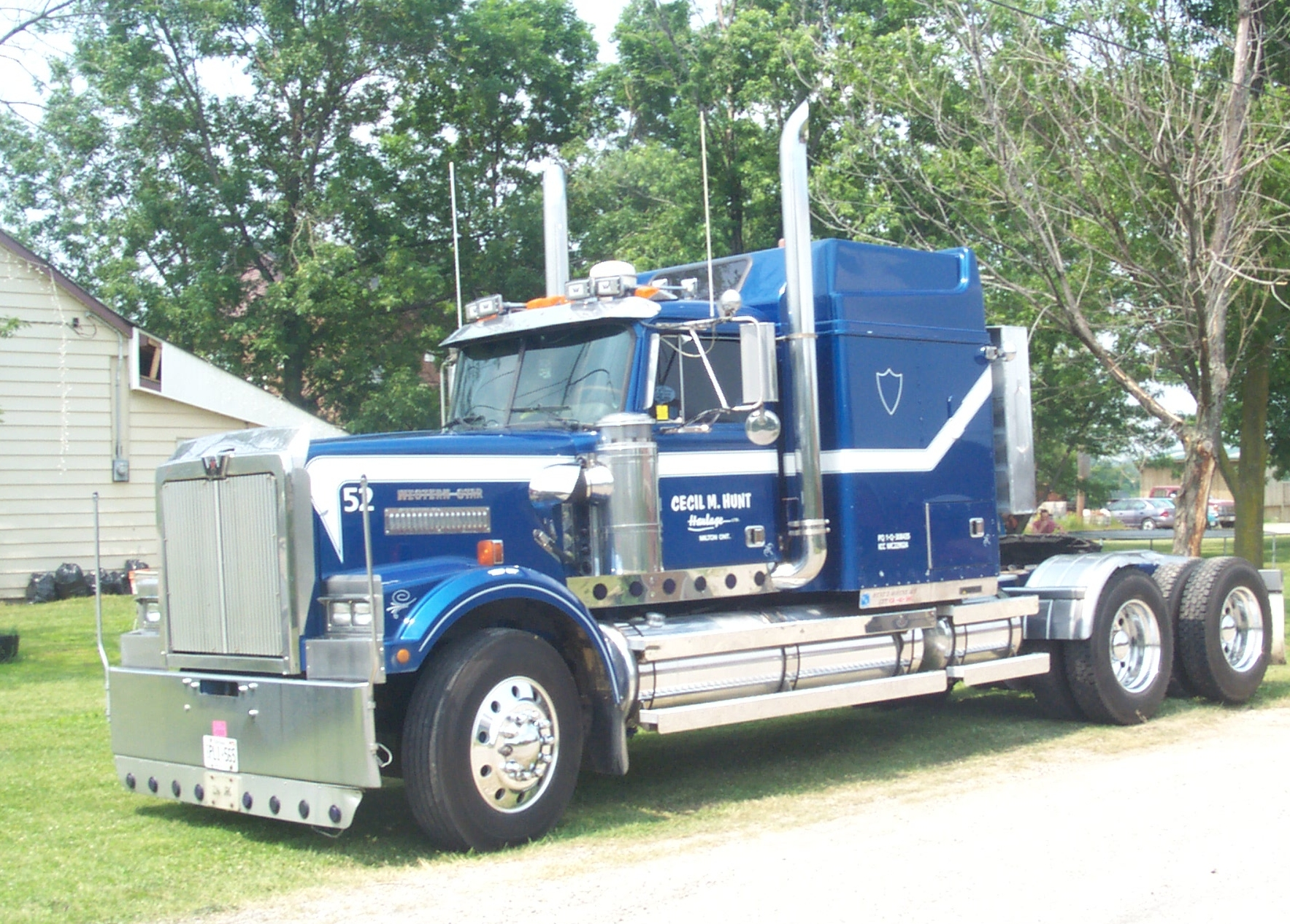
1997年的西星4900

1967年，怀特汽车公司（White Motor Company）成立了西星部门，总部位于克利夫兰，但在加拿大基洛纳生产。进过多次转手后，2000年它将英国卡车子公司ERF卖给曼恩商用车，本身则被戴姆勒克莱斯勒旗下的福莱纳卡车以4.5亿美元的价格收购。
2002年，西星的生产从基洛纳转移到俄勒冈州波特兰市。

## 当前车款
2022年，西星推出X系列卡车，取代自1998/99年开始生产的“星座”（Constellation）系列。X系列包括47X、48X（仅限澳大利亚）、49X和57X。